# Kontratenor
A kontratenor (vagy férfialt) egy énekes hangfaj.
A női alt vagy mezzoszoprán szólam hangmagasságát nagyjából elérő, falzettszerű férfi énekes hang. Elsősorban a 16-17. századi angol egyházi zenében fordult elő. Hangterjedelme c-c2, a magasabbaké: g-e2.

A kontratenor hangterjedelme zongorán szemléltetve, a pont a C_{4}-et jelöli.

A régi zene historikus előadásain a 20. század második felében felelevenítették a kontratenor énektechnikát.
Híres kontratenor énekesek:[forrás?]
- Keskeny Márk
- Rob Halford [Judas Priest]
- Michael Jackson
- Andreas Scholl
- King Diamond
- Birta Gábor
- David Daniels
- The Weeknd
- Justin Timberlake
- Park Jimin
- Bruno Mars
- Bejun Mehta
- Klaus Nomi
- Kim Dzsedzsung
- Adam Levine (a Maroon 5 énekese)
- Mitch Grassi[1]
- Nicky Byrne
- Philippe Jaroussky
- Jimmy Somerville
- Klaus Meine
- JJ
- Operai kontratenorok névsora – angol nyelvű életrajzokra mutat – Hozzáférés: 2013. április 1. 18:30.

## Zenei részletek
- Georg Friedrich Händel: „Sento la Gioia” – Bejun Mehta – ária az Ombra Cara című albumról; a Freiburg Baroque Zenekart René Jacobs vezényeli – Hozzáférés: 2013. április  2. 1:30.
- Georg Friedrich Händel: Kettős a „Sosarme” opera II. felvonásából –  Bejun Mehta és Rosemary Joshua  – a Freiburg Baroque Zenekart René Jacobs vezényeli – Hozzáférés: 2013. április 2. 1:30.
- Georg Friedrich Händel: Ária a Xerxes című operából – „Ombra mai fu” – David Daniels – A Felvilágosodás Korának Zenekarát Sir Roger Norrington vezényli – Hozzáférés: 2013. április 2. 1:30.
- Johann Sebastian Bach: Ária a BWV 82 számú – „Ich habe genug” – kantátából – „Schlummert ein, ihr matten Augen” – David Daniels – Az English Concert zenekart vezényli Harry Bickett – Hozzáférés: 2013. április 2. 1:30.
- Claudio Monteverdi: „Si dolce”; „Ohimè ch'io cado” – Philippe Jaroussky – Arpeggiata Együttes és Christina Pluhar – Hozzáférés: 2013. április 2. 1:30.
- Korai barokk muzsika – Philippe Jaroussky – Hozzáférés: 2013. április 2. 1:30.
- Johann Sebastian Bach: Johannes-Passion, BWV 245, 28–31. – „Es ist vollbracht!” – Robin Blaze – Vezényel: Masaaki Suzuki; Evangélista: Gerd Türk, Jézus: Stephan MacLeod és a Japán Bach Collegium ének és zenekara – Hozzáférés: 2013. április 2. 1:30.